# Lokata rentierska
Lokata rentierska – umowa między klientem, a bankiem dotycząca lokowania środków pieniężnych na okres długoterminowy, polegająca na tym, że bank wypłaca odsetki od wkładu w regularnych odstępach czasu.